# Necros (James Bond)
Necros è un personaggio del film 007 - Zona pericolo, quindicesimo della serie cinematografica di James Bond, creata da Ian Fleming.

## Caratteristiche
Alto, biondo e atletico, Necros è un assassino sovietico super addestrato e disciplinato, agli ordini del generale Koskov, uno dei cattivi della storia. Estremamente forte, utilizza vari travestimenti per uccidere con i fili del suo walkman che sembra essere il suo metodo preferito.

## Film
La sua prima priorità è quella di assicurarsi che Koskov, ospitato in un nascondiglio in Inghilterra dove viene interrogato dall'MI6 dopo la sua diserzione, venga portato a Tangeri, nella villa di Brad Whitaker, associato ai suoi crimini. Svolge la missione mascherato da lattaio, entrando nella base. Da qui, dopo una sparatoria con alcuni agenti in cucina, procura una perdita di gas letale nel complesso per farlo evacuare. Necros approfitta della confusione per prendere Koskov e metterlo su un elicottero, lanciando bottiglie di latte esplosivo, che uccidono molti agenti dei servizi segreti.
Con un altro travestimento da venditore di palloncini, uccide l'agente dell'MI6 Saunders, che stava lavorando con Bond per scoprire il piano di Koskov e Whitaker per far credere all'Intellicence che la SMERSH è provvisoriamente guidata dal generale Pushkin, capo del KGB, in base a false accuse di Koskov.
A Tangeri, Necros aiuta Koskov a rapire Bond e la violoncellista Kara Milovy, ex fidanzata di Koskov, tradita da lui che si unisce a 007, e li porta verso una base militare in Afghanistan, dove sono imprigionati. Quando Bond e Milovy riescono a fuggire dalla base su un aereo carico di oppio, Necros va dietro loro e salta sull'aereo per ucciderli. Nella conseguente lotta tra lui e 007 su un compartimento con l'aereo in volo, Necros, picchiato e sospeso in aria, si aggrappa allo stivale di Bond. Egli implora per la sua vita, ma Bond taglia i lacci dello stivale e lo scagnozzo con solo il suo stivale in mano, precipita nel vuoto, trovando la morte.